# Domaine de Tako
Le domaine de Tako (多胡藩, Tako-han) est un petit domaine féodal japonais de l'époque d'Edo situé dans la province de Shimōsa, de nos jours préfecture de Chiba. Son centre se trouve dans l'actuelle ville de Tako dans le district de Katori. Il est presque toujours dirigé par le clan Matsudaira (Hisamatsu).
À l'origine, le domaine de Tako est créé en 1590 pour Hoshina Masamitsu, un obligé de Tokugawa Ieyasu. Après la bataille de Sekigahara, il est transféré au domaine de Takatō et le domaine de Tako passe dans les territoires du tenryō, contrôlés directement par le shogunat Tokugawa et administrés par des hatamoto, parmi lesquels figurent des membres du clan Matsudaira (Hisamatsu).
En 1713, Katsuyuki Matsudaira, qui gère 8 000 koku au sein du district de Katori, gagne 3 000 koku de revenus supplémentaires dans la province de Settsu. Le montant cumulé de 12 000 koku suffit pour le qualifier comme daimyō, ce qui permet au domaine de Tako de revivre. Il est autorisé à construire un jin'ya dans ce qui devait devenir la ville d'Omigawa, préfecture de Chiba, où ses successeurs continuent à diriger le domaine jusqu'à la restauration de Meiji.

## Liste des daimyōs
- Clan Hoshina (fudai) 1594-1601

| # | Nom                          | Dates     | Titre        | Rang                    | Revenus     |
| - | ---------------------------- | --------- | ------------ | ----------------------- | ----------- |
| 1 | Hoshina Masamitsu (保科正光) | 1590-1600 | Higo-no-kami | 5e inférieur (従五位下) | 10 000 koku |

- Clan Matsudaira (Hisamatsu) (fudai) 1602-1610

| # | Nom                             | Dates     | Titre            | Rang                    | Revenus              |
| - | ------------------------------- | --------- | ---------------- | ----------------------- | -------------------- |
| 1 | Matsudaira Katsuyuki (松平勝以) | 1713-1728 | Buzen-no-kami    | 5e inférieur (従五位下) | 12 000 koku          |
| 2 | Matsudaira Matsufusa (松平勝房) | 1728-1736 | Mimasaka-no-kami | 5e inférieur (従五位下) | 12 000 koku          |
| 3 | Matsudaira Katsutada (松平勝尹) | 1736-1768 | Okura-no-sho     | 5e inférieur (従五位下) | 12 000 koku          |
| 4 | Matsudaira Katsutake (松平勝全) | 1768-1794 | Buzen-no-kami    | 5e inférieur (従五位下) | 12 000 koku          |
| 5 | Matsudaira Katsuyuki (松平勝升) | 1794-1818 | Nakatsukasa-sho  | 5e inférieur (従五位下) | 12 000 koku          |
| 6 | Matsudaira Katsunori (松平勝権) | 1818-1848 | Sagami-no-kami   | 5e inférieur (従五位下) | 12 000 koku          |
| 7 | Matsudaira Katsuyuki (久松勝行) | 1848-1869 | Bungo-no-kami    | 5e inférieur (従五位下) | 12 000 à 10 000 koku |
| 8 | Matsudaira Katsunari (久松勝慈) | 1869-1871 | Buzen-no-kami    | 5e inférieur (従五位下) | 10 000 koku          |